# Christian Sinding
Christian August Sinding (11. ledna 1856 Kongsberg – 3. prosince 1941 Oslo) byl norský hudební skladatel. Studia začal v Oslu, pak se přestěhoval do Německa, kde strávil větší část svého dospělého života. Ve studiu pokračoval v Lipsku, jeho učitelem byl Salomon Jadassohn. V letech 1920 a 1921 učil Sinding na Eastman School of Music v Rochesteru.
Složil mnoho písní a lyrických skladeb pro klavír, z nichž nejznámější je Rašení jara (1896). Málo se dnes hrají jeho další skladby: čtyři symfonie, tři houslové a jeden klavírní koncert, komorní hudba a opera Svatá hora (1914).